# John Irving
John Irving (født 2. marts 1942) er en berømt amerikansk forfatter.
Siden han med sin internationale succes Verden ifølge Garp i 1978 fik stor offentlig anerkendelse fra både kritikere og almindelige læsere, har alle Irvings romaner, deriblandt de velkendte værker Æblemostreglementet og En bøn for Owen Meany, været bestsellere.
Flere af hans romaner er blevet filmatiseret, og i 2000 skrev Irving selv manuskriptet til Æblemostreglementet og vandt en Oscar for bedste filmatisering.
John Irving er bl.a. kendt for længden af sine bøger der godt kan være over 900 sider lange, og for sin lidenskab for brydning hvilket også skinner igennem i nogle af hans bøger. Andre gennemgående elementer i hans bøger er bjørne og det new englandske miljø
John Irvings bog Indtil jeg finder dig (2005) foregår bl.a. i København hvor Irving foretog research-arbejde hos en tatovør i Nyhavn.

## Udvalgte titler
- Slip bjørnene fri (1968)
- Vandmetoden (1972)
- Et ægteskab i 74 kilo klassen (1974)
- Verden ifølge Garp (1978)
- Hotel New Hampshire (1981)
- Æblemostreglementet (1985)
- En bøn for Owen Meany (1989)
- Om at redde Piggy Sneed (1993)
- Barn af et cirkus (1994)
- Enke i et år (1998)
- Min filmaffære : erindring (2000)
- Den fjerde hånd (2001)
- Indtil jeg finder dig (2005)
- Sidste nat i Twisted River (2009)
- I én persen (2012)